# Sanguinaccio di Burgos
Il sanguinaccio di Burgos (in spagnolo morcilla de Burgos) è un insaccato a base di sangue di maiale e riso, tipico della gastronomia degli abitati di Burgos. La tradizione orale dice che dev'essere "sciapa, unta e piccante". Dal settembre 2018, a livello europeo, la denominazione "Morcilla de Burgos" è stata riconosciuta quale indicazione geografica protetta (IGP).

## Ingredienti e produzione

### Produzione artigianale del sanguinaccio di Burgos

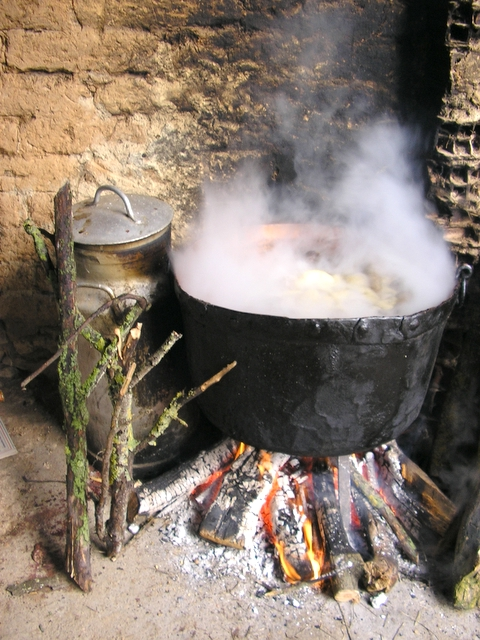
Preparazione del sanguinaccio a Sandoval de la Reina, con l'utilizzo di una pentola di rame.

Gli ingredienti includono cipolla, riso, strutto, sale, pepe macinato, peperone dolce, peperone piccante, sangue di maiale, trippa di maiale; tuttavia ogni paese o zona della provincia di Burgos ha un proprio modo di preparare il sanguinaccio.

### Produzione industriale
Nella produzione industriale il sanguinaccio di Burgos, similmente alla produzione artigianale, si riempie di sangue coagulato (per la maggior parte di maiale), riso, strutto, sale e cipolla. Viene poi condita con spezie per ottenere il suo caratteristico sapore (principalmente pepe e peperoni). Per la sua produzione si portano a termine le varie fasi sotto riportate:
Ricezione della materia prima
Le materie prime sono ricevute giornalmente congelate o refrigerate da diversi fornitori, che le trasportano in camion frigorifero.
Miscela di ingredienti
Le percentuali approssimative di ogni ingrediente sono:
- cipolla 45%
- riso 20%
- strutto 15%
- sangue di maiale 15%
- spezie e sale 5%

In primo luogo si realizza il trito di cipolla e strutto per ottenere la quantità desiderata, poi si mescolano i prodotti tritati con gli altri ingredienti nel mescolatore (riso, sangue e spezie), il quale contribuisce ad omogeneizzare la massa.
Insaccatura
Una volta creata la massa si procede all'insaccatura. Questa fase consiste nel riempire il budello mediante insaccatrice con la massa ottenuta precedentemente. Quando il budello è pieno viene chiuso con corda o graffetta metallica.
Cottura e confezionamento
Il prodotto viene sottoposto ad un trattamento termico, che consiste nell'introdurlo in una caldaia con acqua prossima ai 100 °C per 30 minuti. Una volta cotto, il prodotto viene immediatamente raffreddato in camere ad aria. Una volta che il prodotto si è raffreddato si procede al suo confezionamento e all'etichettatura.

## Gastronomia
Il sanguinaccio di Burgos generalmente viene servita con patatine fritte. Si può anche servire fritta a spicchi, oppure come farcitura di panini o tapas, accompagnate con peperoni rossi grigliati.

## Varietà
Esistono diverse varietà di salsicce nella provincia di Burgos, tra cui:
Sanguinaccio di Aranda
La varietà di Aranda de Duero tradizionalmente utilizza come spezie il cumino, il pepe nero e un pizzico di cannella. In più si realizzano due cotture: una prima di insaccarla e una dopo, dando come risultato un'apprezzata varietà.
Sanguinaccio di Burgos
È la varietà più consumata, caratterizzata da un sapore forte ma ricercato. Si produce nelle località vicine alla città di Burgos, con diversi tipi che variano a seconda della località. Alcune delle più conosciute sono quelle della Quintanilla Vivar, Villadiego, Villafuertes, Sotopalacios e Cardeña.